# Vợ yêu và triệu đô
Vợ yêu và triệu đô (tựa gốc: Divorce Invitation) là một phim lãng mạn hài hước của Mỹ năm 2012 do S. V. Krishna Reddy đạo diễn kiêm viết kịch bản với Bala Rajasekharuni và Robert Naturman. Đây là phim điện ảnh chuyển thể của Mỹ từ phim gốc của Ấn Độ Aahvaanam (1997) cũng do chính S. V. Krishna Reddy đạo diễn. Sau khi phát hành, phim nhận được nhiều phản hôì trái chiều.